# François Malepart

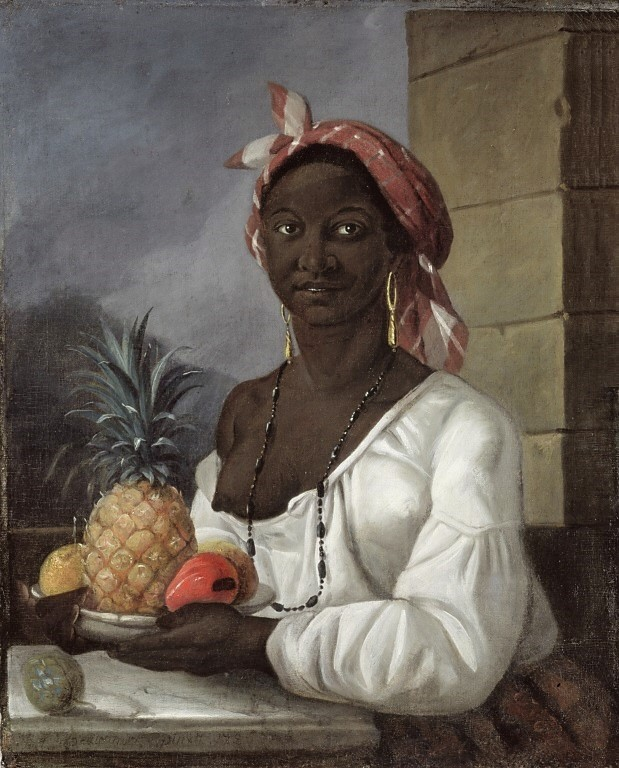
Marie-Thérèse Zémire, eine versklavte Haitianerin, 1786

François Malepart de Beaucourt (* 25. Februar 1740 in La Prairie, Québec, Kanada; † 24. Juni 1794 in Montréal) war ein kanadischer Maler, der als erster in Europa ausgebildeter Künstler seines Landes gilt.

## Leben
François Beaucourt wurde als Sohn des Malers Paul Malepart de Grand Maison, genannt Beaucour, und Marguerite Haguenier geboren. Nach dem Tod seines Vaters 1757 zog die Familie vermutlich nach Frankreich. In Bordeaux heiratete er 1773 Benoîte Camagne, die Tochter des Theaterkünstlers und Dekorateurs Joseph-Gaëtan Camagne. François Beaucourt bewarb sich 1775 um die Aufnahme in die Académie de Peinture, Sculpture et Architecture Civile et Navale de Bordeaux, wurde jedoch abgelehnt. 1783 wurde Beaucourt erneut Kandidat der Akademie von Bordeaux und am 14. Februar 1784 zum Mitglied ernannt. Im selben Jahr schuf er im Auftrag der Stadt Bordeaux zwei allegorische Banner für die Feierlichkeiten zur Verkündung des Friedens von Paris. Ebenfalls 1784 malt er das Martyrium des heiligen Bartholomäus für die Kirche von Saint-Genès-de-Fronsac (Gironde). Theoretisch sollten die Mitglieder der Akademie alle zwei Jahre ihre Werke ausstellen, aber 1785 fand keine Ausstellung statt. Fünf seiner Gemälde, darunter Le retour du marché, werden erst 1787 ausgestellt. Beaucourt war jedoch nicht anwesend, da er laut Protokoll der Akademie bereits im Dezember 1784 nach Amerika abgereist war.
Er kehrte 1786 nach Kanada zurück und ließ sich in Montreal nieder, wo er bis zu seinem Tod 1794 als Maler tätig war.

## Werk
François Beaucourt ist bekannt für seine Porträts und religiösen Gemälde. Ein bemerkenswertes Werk ist das Selbstbildnis (um 1773–1786), das sich in der National Gallery of Canada befindet. Ein weiteres wichtiges Gemälde ist das Porträt einer haitianischen Frau (1786), das während seines Aufenthalts in Saint-Domingue (heute Haiti) entstand und im McCord Museum in Montreal ausgestellt ist.